# Galur
Galur is een plaats (wijk) - (kelurahan) in het bestuurlijke gebied Johar Baru, Jakarta Pusat (Centraal-Jakarta) in de provincie Jakarta, Indonesië.  De plaats telt 16.977 inwoners (volkstelling 2010).